# Arcade Fire
Arcade Fire ist eine 2001 gegründete kanadische Rockband aus Montreal in Québec. Das Ehepaar Win Butler und Régine Chassagne steht im Mittelpunkt, weitere Bandmitglieder sind Richard Parry, Tim Kingsbury, Sarah Neufeld und Jeremy Gara. An den Aufnahmen der EP Arcade Fire und dem Debütalbum Funeral sowie bei zahlreichen Liveauftritten hat auch Owen Pallett als Violinist teilgenommen. Bei der Entstehung des hochgelobten Erstlingswerks spielte Howard Bilerman Schlagzeug, der nach der Veröffentlichung 2004 die Band verließ.
Die Band erhielt zahlreiche Preise für ihre Musik, darunter 2011 einen Grammy für ihr drittes Studioalbum The Suburbs als Album des Jahres sowie im selben Jahr einen BRIT Award als beste internationale Gruppe und für das beste Album. 2014 war Arcade Fire für den Soundtrack zu Her in der Kategorie Beste Filmmusik für den Oscar nominiert.

## Geschichte

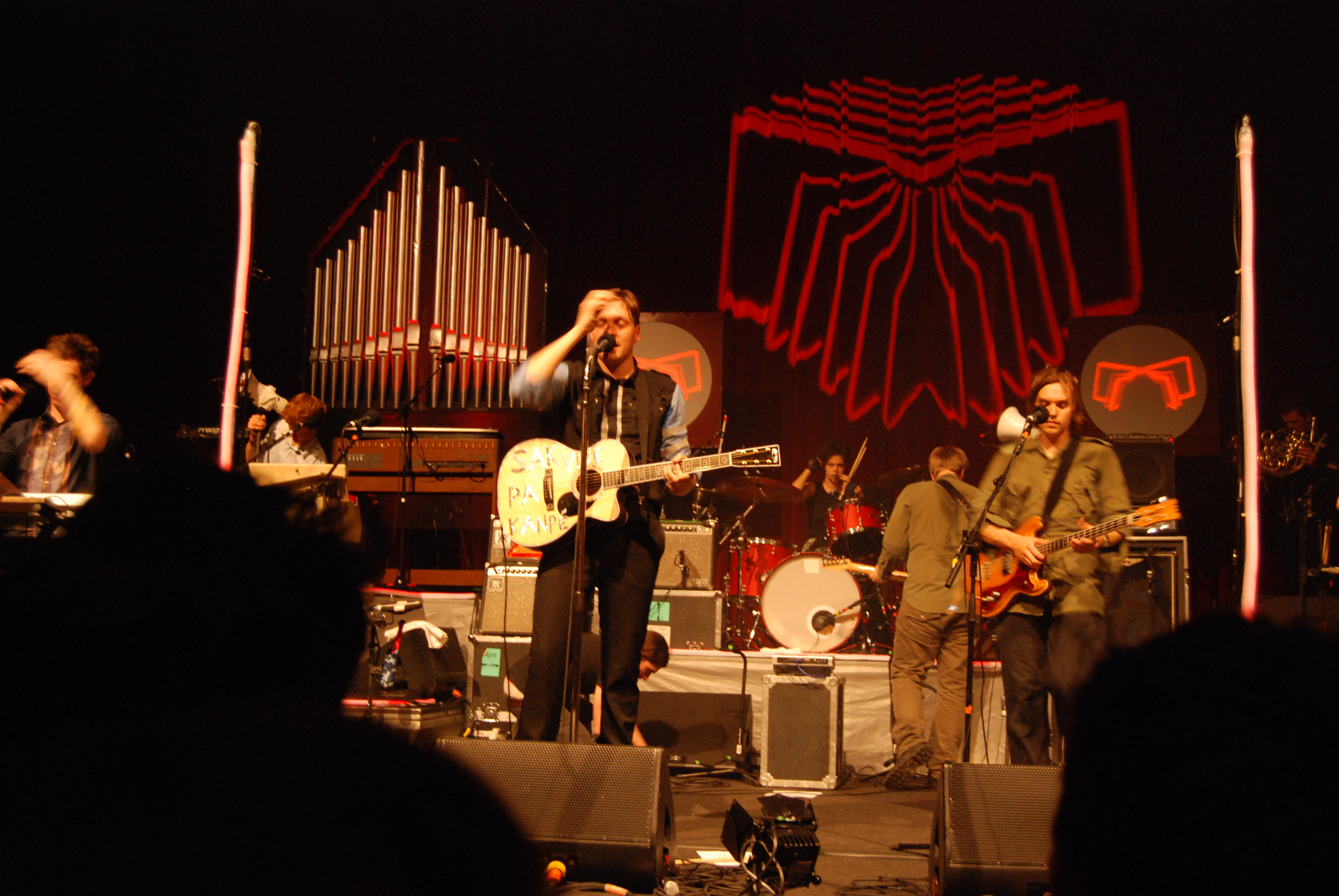
Arcade Fire bei einem Konzert in New York City (2007)

Win Butler zog im Jahr 2000 von Texas über New York nach Montreal, wo er auf der Suche nach Musikern für seine Band Régine Chassagne kennenlernte, deren Familie aus ihrer Heimat Haiti vor dem Duvalier-Regime nach Montreal geflohen war und die in ihrer Kindheit und Jugend eine Vielzahl an Musikinstrumenten erlernt hatte.
Nach und nach scharte Butler die anderen heutigen Mitglieder der Band um sich, und im Jahr 2003 veröffentlichten Arcade Fire ihre gleichnamige EP. Der Name Arcade Fire entstammt angeblich einer Kindheitserinnerung von Win Butler. Ein Mitschüler soll ihn mit einer Geschichte von einem schrecklichen Brand in einer Videospielhalle verängstigt haben. Will Butler, der zur Zeit der EP-Aufnahme noch minderjährige Bruder von Win Butler, folgte seinem Bruder nach Kanada, wurde aber später zur Rückkehr in die USA gezwungen, um seiner Schulpflicht nachzukommen, so dass er bei den Aufnahmen für Funeral nicht dabei sein konnte und durch Howard Bilerman vertreten wurde.
Das erste Album von Arcade Fire, Funeral (engl. für Begräbnis), erschien im September 2004. Die Bandmitglieder haben dem bereits fertigen Album den Titel gegeben, weil kurz hintereinander mehrere ihrer Familienangehörigen gestorben waren. Der Name steht also nicht in direkter Verbindung zu der Musik des Albums. Dennoch ist Familie ein zentrales Thema der Lieder auf dem Album. In dem Song Haïti beispielsweise setzt sich Régine Chassagne mit ihrer Heimat auseinander, aus der ihre Familie kurz nach ihrer Geburt flüchten musste. Funeral wurde im Jahr 2005 mit dem Preis der deutschen Schallplattenkritik ausgezeichnet und 2006 für einen Grammy-Award für das beste Alternative-Album nominiert.
Der Nachfolger von Funeral trägt den Titel Neon Bible, wurde am 2. März 2007 in Deutschland auf dem Label City Slang veröffentlicht und stieg in die Top 20 der deutschen Albumcharts ein. Bei den 50th Annual Grammy Awards wurde Neon Bible in der Kategorie Best Alternative Music Album nominiert, konnte sich aber nicht gegen das Album Icky Thump der White Stripes durchsetzen.
Im Frühjahr 2010 Jahres gaben Arcade Fire bekannt, dass sie ein neues Album mit dem Titel The Suburbs veröffentlichen werden. Es erschien am 2. August in Großbritannien und am 3. August in den USA. In Deutschland erschien das Album bereits exklusiv am 30. Juli auf dem Label City Slang. Thematisch widmen sich Arcade Fire im Konzeptalbum The Suburbs dem Leben in den Vorstädten. Win Butler, der in Woodlands – einem Vorort von Houston – aufwuchs, wurde durch das Bild eines alten Freundes aus der vorstädtischen Heimat zum gleichnamigen Song The Suburbs inspiriert, aus dem letztendlich ein ganzes Album mit gleichem Titel wurde. The Suburbs ist jedoch weniger eine Reise in die Jugend des Sängers als vielmehr der Versuch, eine jugendliche Seele zu ergründen, die vom Verlust der Unschuld und vom Kampf um Aufrichtigkeit erzählt. Das Album wurde 2011 mit einem Grammy in der Kategorie Bestes Album des Jahres ausgezeichnet und dem BRIT Award für das beste internationale Album.
Peter Gabriel coverte auf dem 2010 erschienenen Studioalbum mit dem Namen Scratch My Back das Lied My Body is a Cage von Arcade Fire in einer orchestralen Fassung. Diese coverten daraufhin auf dem im Jahr 2013 erschienenen Kompilations-Album des Folgeprojektes And I’ll Scratch Yours das Lied Games Without Frontiers von Peter Gabriel.
Für den 2012 erschienenen Soundtrack zum Film Die Tribute von Panem – The Hunger Games komponierten Arcade Fire den Song Abraham’s Daughter. Die Band komponierte auch die fiktive Nationalhymne von Panem (Horn of Plenty).
Im August 2013 veröffentlichte die Band die Single Reflektor; Regie des dazugehörigen Musikvideos führte Anton Corbijn, einen Gastauftritt im Refrain hatte David Bowie.
Im Oktober 2013 erschien das gleichnamige, vierte Album Reflektor. Zur viralen Promotion spielten Arcade Fire unmittelbar nach der Veröffentlichung unter dem Namen The Reflektors einige Clubkonzerte in ausgewählten Städten weltweit. Am 11. Dezember wurden die Tourdaten für das Jahr 2014 veröffentlicht. Insgesamt wurden 59 Konzerte angekündigt, darunter auch zwei Headlinershows in Deutschland.
Die Produktion von Reflektor wurde im Film The Reflektor Tapes festgehalten. Dieser lief im September 2015 in ausgewählten Kinos.
Am 5. Juli 2016 spielte die Band in einem Club in Barcelona ihr erstes Konzert seit zwei Jahren. Es diente zur Vorbereitung ihrer Festival-Tour, die sie neben Spanien durch Portugal, USA und Kanada führte.
Am 19. Januar 2017 veröffentlichte die Band, zusammen mit der Soulsängerin Mavis Staples, bei Tidal die Single I Give You Power. Kurz danach war der Titel bei allen gängigen Musikportalen erhältlich.
Am 1. Juni veröffentlichte Arcade Fire die Single Everything Now und kündigten das gleichnamige, von der Band, Thomas Bangalter (Daft Punk) und Steve Mackey (Pulp), produzierte Album an, das am 28. Juli bei Columbia Records erschienen ist. Im Sommer bzw. Herbst 2017 ging die Band auf Europa- und Nordamerikatour.
Am 6. Mai 2022 erschien das sechste Studioalbum WE, das von Nigel Godrich, Win Butler, und Régine Chassagne produziert wurde. Am 17. März erschien die erste Doppelsingle The Lightning I, II sowie ein dazugehöriges Musikvideo. Es ist das letzte Album mit William Butler, der nach den Albumaufnahmen Ende 2021 die Band verließ.
Am 9. Mai 2025 erschien mit Pink Elephant das siebte Studioalbum von Arcade Fire.

## Stil
Der grundsätzliche Stil der Band ist geprägt von Elementen aus Indie-Rock, Artrock und Folk; trotzdem stehen in einzelnen Songs auch für diese Genres eigentlich eher unübliche Instrumente wie Kirchenorgel, Akkordeon oder Bläser im Vordergrund. Der „leicht hysterische und herzzerreißende Gesang Win Butlers“ (laut.de) wird oftmals durch Backgroundchöre oder die Stimme von Régine Chassagne ergänzt.
Die meisten Lieder von Arcade Fire sind auf Englisch gesungen, es gibt jedoch auch einige französische gesungene Passagen, etwa in Une Année Sans Lumière vom Debütalbum Funeral oder Black Mirror von Neon Bible.

## Aktivismus

### Haiti
Da Régine Chassagne haitianischer Abstammung ist, arbeitet Arcade Fire kontinuierlich daran, die Menschen in Haiti zu unterstützen, indem es das Bewusstsein für die Kämpfe in diesem Land und die Geschichte, insbesondere das Regime von François Duvalier, in dem 30.000 bis 60.000 Haitianer ermordet wurden, schärft. Diese besondere Zeit in Haiti wird in Arcade Fires Song Haiti hervorgehoben. Chassagne war Mitbegründerin von Kanpe (kreolisch für „aufstehen“), einer Stiftung, die „Haitianer, Mitglieder der Diaspora, Freunde von Haiti und Partner vor Ort zusammenbringt, um maßgeschneiderte Lösungen zu entwickeln, mit denen diese Familien dem Kreislauf der Armut entkommen und auf eigenen Beinen stehen können.“
- 2004: Arcade Fire spielte zwei Shows in ihrer Heimatstadt Montreal, bei denen alle Einnahmen an das Albert-Schweitzer-Krankenhaus in Haiti gespendet wurden.[20]
- 2006: Die Einnahmen aus der Veröffentlichung des Titels Intervention wurden der Organisation Partners in Health (PIH) gewidmet, die sich der Bekämpfung von Armut, Hunger und Krankheit in Haiti verschrieben hat.[21]
- 2007: Für jedes Ticket der Tournee 2007 wurde ein Dollar, Pfund oder Euro an PIH gespendet.
- 2009: Arcade Fire nahm den Song Lenin für Dark Was the Night der Red Hot Organization auf. Es wurden 850.000 US-Dollar für die AIDS-Hilfe gesammelt, 300.000 US-Dollar wurden an Partners in Health gespendet. Ab August gab es eine streng limitierte und signierte Sonderausgabe der DVD Miroir Noir, deren Erlös komplett an PIH ging.[22]
- 2010: Die NFL erwarb die Rechte an dem Song Wake Up für den Super Bowl XLIV. Alle Einnahmen gingen an Partners in Health.[23]

## Diskografie

### Studioalben
| Jahr | Titel Musiklabel                              | Höchstplatzierung, Gesamtwochen, AuszeichnungChartplatzierungen (Jahr, Titel, Musiklabel, Platzierungen, Wochen, Auszeichnungen, Anmerkungen) | Höchstplatzierung, Gesamtwochen, AuszeichnungChartplatzierungen (Jahr, Titel, Musiklabel, Platzierungen, Wochen, Auszeichnungen, Anmerkungen) | Höchstplatzierung, Gesamtwochen, AuszeichnungChartplatzierungen (Jahr, Titel, Musiklabel, Platzierungen, Wochen, Auszeichnungen, Anmerkungen) | Höchstplatzierung, Gesamtwochen, AuszeichnungChartplatzierungen (Jahr, Titel, Musiklabel, Platzierungen, Wochen, Auszeichnungen, Anmerkungen) | Höchstplatzierung, Gesamtwochen, AuszeichnungChartplatzierungen (Jahr, Titel, Musiklabel, Platzierungen, Wochen, Auszeichnungen, Anmerkungen) | Höchstplatzierung, Gesamtwochen, AuszeichnungChartplatzierungen (Jahr, Titel, Musiklabel, Platzierungen, Wochen, Auszeichnungen, Anmerkungen) | Anmerkungen                              |
| Jahr | Titel Musiklabel                              | DE | AT | CH | UK | US | CA | Anmerkungen                              |
| ---- | --------------------------------------------- | --- | --- | --- | --- | --- | --- | ---------------------------------------- |
| 2004 | Funeral Arcade Fire Music / Sony Music        | DE96 (1 Wo.)DE | — | — | UK33 Platin · (39 Wo.)UK | US123 Gold · (15 Wo.)US | CA— ×2DoppelplatinCA | Erstveröffentlichung: 14. September 2004 |
| 2007 | Neon Bible Arcade Fire Music / Sony Music     | DE11 (7 Wo.)DE | AT25 (4 Wo.)AT | CH23 (9 Wo.)CH | UK2 Platin · (31 Wo.)UK | US2 (17 Wo.)US | CA1 Platin · (4 Wo.)CA | Erstveröffentlichung: 16. März 2007      |
| 2010 | The Suburbs Arcade Fire Music / Sony Music    | DE4 (12 Wo.)DE | AT10 (12 Wo.)AT | CH3 (14 Wo.)CH | UK1 Platin · (39 Wo.)UK | US1 Gold · (52 Wo.)US | CA1 ×3Dreifachplatin · (23 Wo.)CA | Erstveröffentlichung: 13. August 2010    |
| 2013 | Reflektor Arcade Fire Music / Sony Music      | DE6 (8 Wo.)DE | AT4 (6 Wo.)AT | CH4 (10 Wo.)CH | UK1 Gold · (20 Wo.)UK | US1 (20 Wo.)US | CA1 ×4Vierfachplatin · (14 Wo.)CA | Erstveröffentlichung: 8. November 2013   |
| 2017 | Everything Now Arcade Fire Music / Sony Music | DE5 (5 Wo.)DE | AT4 (6 Wo.)AT | CH2 (8 Wo.)CH | UK1 Gold · (11 Wo.)UK | US1 (6 Wo.)US | CA1 Platin · (13 Wo.)CA | Erstveröffentlichung: 28. Juli 2017      |
| 2022 | We Arcade Fire Music                          | DE5 (5 Wo.)DE | AT2 (4 Wo.)AT | CH2 (5 Wo.)CH | UK1 Silber · (4 Wo.)UK | US6 (2 Wo.)US | CA3 (3 Wo.)CA | Erstveröffentlichung: 6. Mai 2022        |
| 2025 | Pink Elephant Columbia                        | DE11 (1 Wo.)DE | AT8 (1 Wo.)AT | CH4 (2 Wo.)CH | UK18 (1 Wo.)UK | — | — | Erstveröffentlichung: 9. Mai 2025        |

### Soundtracks
| Jahr | Titel Musiklabel                   | Höchstplatzierung, Gesamtwochen, AuszeichnungChartplatzierungen (Jahr, Titel, Musiklabel, Platzierungen, Wochen, Auszeichnungen, Anmerkungen) | Höchstplatzierung, Gesamtwochen, AuszeichnungChartplatzierungen (Jahr, Titel, Musiklabel, Platzierungen, Wochen, Auszeichnungen, Anmerkungen) | Anmerkungen                                          |
| Jahr | Titel Musiklabel                   | DE | UK | Anmerkungen                                          |
| ---- | ---------------------------------- | --- | --- | ---------------------------------------------------- |
| 2021 | Her Arcade Fire Music / Sony Music | DE14 (1 Wo.)DE | UK95 (1 Wo.)UK | Erstveröffentlichung: 19. März 2021 mit Owen Pallett |

### EPs
| Jahr | Titel       | Höchstplatzierung, Gesamtwochen, AuszeichnungChartsChartplatzierungen (Jahr, Titel, Platzierungen, Wochen, Auszeichnungen, Anmerkungen) | Anmerkungen |
| Jahr | Titel       | UK | Anmerkungen |
| ---- | ----------- | --- | --- |
| 2018 | Arcade Fire | UK39 (1 Wo.)UK | Erstveröffentlichung: 2003; erste Wiederveröffentlichung: 2005; zweite Wiederveröffentlichung in UK zum Record Store Day 2018 als Vinylausgabe |

Weitere EPs
- 2005: Live EP (Live at Fashion Rocks) (Arcade Fire & David Bowie)
- 2016: The Reflektor Tapes

### Singles
| Jahr | Titel Album                                       | Höchstplatzierung, Gesamtwochen, AuszeichnungChartplatzierungen (Jahr, Titel, Album, Platzierungen, Wochen, Auszeichnungen, Anmerkungen) | Höchstplatzierung, Gesamtwochen, AuszeichnungChartplatzierungen (Jahr, Titel, Album, Platzierungen, Wochen, Auszeichnungen, Anmerkungen) | Höchstplatzierung, Gesamtwochen, AuszeichnungChartplatzierungen (Jahr, Titel, Album, Platzierungen, Wochen, Auszeichnungen, Anmerkungen) | Höchstplatzierung, Gesamtwochen, AuszeichnungChartplatzierungen (Jahr, Titel, Album, Platzierungen, Wochen, Auszeichnungen, Anmerkungen) | Anmerkungen                              |
| Jahr | Titel Album                                       | CH | UK | US | CA | Anmerkungen                              |
| ---- | ------------------------------------------------- | --- | --- | --- | --- | ---------------------------------------- |
| 2005 | Neighborhood #2 (Laïka) Funeral                   | — | UK30 (2 Wo.)UK | — | — | Erstveröffentlichung: 28. März 2005      |
| 2005 | Neighborhood #3 (Power Out) Funeral               | — | UK26 (3 Wo.)UK | — | — | Erstveröffentlichung: 22. Mai 2005       |
| 2005 | Cold Wind Six Feet Under, Vol. 2: Everything Ends | — | UK52 (1 Wo.)UK | — | — | Erstveröffentlichung: 8. August 2005     |
| 2005 | Rebellion (Lies) Funeral                          | — | UK19 (3 Wo.)UK | — | CA— PlatinCA | Erstveröffentlichung: 12. September 2005 |
| 2005 | Wake Up Funeral                                   | — | UK29 (3 Wo.)UK | — | CA— PlatinCA | Erstveröffentlichung: 14. November 2005  |
| 2007 | Keep the Car Running Neon Bible                   | — | UK56 (5 Wo.)UK | — | CA41 Gold · (14 Wo.)CA | Erstveröffentlichung: 19. März 2007      |
| 2007 | Intervention Neon Bible                           | — | UK81 (1 Wo.)UK | — | — | Erstveröffentlichung: 21. Mai 2007       |
| 2007 | No Cars Go Neon Bible                             | — | UK85 (1 Wo.)UK | — | — | Erstveröffentlichung: 6. August 2007     |
| 2010 | The Suburbs                                       | — | UK— SilberUK | — | CA94 (1 Wo.)CA | Erstveröffentlichung: 1. Juni 2010       |
| 2010 | We Used to Wait The Suburbs                       | — | UK75 (1 Wo.)UK | — | CA67 (5 Wo.)CA | Erstveröffentlichung: 1. August 2010     |
| 2010 | Ready to Start The Suburbs                        | — | UK67 Silber · (2 Wo.)UK | — | CA49 (15 Wo.)CA | Erstveröffentlichung: 3. Oktober 2010    |
| 2013 | Reflektor                                         | — | UK44 (4 Wo.)UK | US99 (1 Wo.)US | CA20 (14 Wo.)CA | Erstveröffentlichung: 9. September 2013  |
| 2017 | Everything Now                                    | CH99 (1 Wo.)CH | UK50 Gold · (7 Wo.)UK | — | CA70 Platin · (2 Wo.)CA | Erstveröffentlichung: 1. Juni 2017       |

Weitere Singles
- 2004: Neighborhood #1 (Tunnels)
- 2007: Black Mirror
- 2011: City with No Children
- 2011: Speaking in Tongues (feat. David Byrne)
- 2011: Sprawl II (Mountains Beyond Mountains)
- 2013: Afterlife
- 2014: We Exist
- 2014: You Already Know
- 2015: Get Right
- 2017: I Give You Power (feat. Mavis Staples)
- 2017: Creature Comfort (CA: Gold)
- 2017: Signs of Life
- 2017: Electric Blue
- 2018: Put Your Money on Me
- 2022: The Lightning I, II
- 2022: Unconditional I (Lookout Kid)
- 2025: Year of the Snake
- 2025: Pink Elephant

### Andere
- 2007: Poupée de cire, poupée de son (zusammen auf einer Split-Single mit LCD Soundsystem)
- 2012: Abraham’s Daughter (auf dem Soundtrack von Die Tribute von Panem – The Hunger Games)
- 2019: Baby Mine (auf dem Soundtrack von Dumbo)

### Videoalben
| Jahr | Titel               | Höchstplatzierung, Gesamtwochen, AuszeichnungChartsChartplatzierungen (Jahr, Titel, Platzierungen, Wochen, Auszeichnungen, Anmerkungen) | Anmerkungen                           |
| Jahr | Titel               | UK | Anmerkungen                           |
| ---- | ------------------- | --- | ------------------------------------- |
| 2017 | The Reflektor Tapes | UK6 (6 Wo.)UK | Erstveröffentlichung: 27. Januar 2017 |

Weitere Videoalben
- 2009: Miroir Noir

## Auszeichnungen für Musikverkäufe
| Silberne Schallplatte - Vereinigtes Königreich - 2024: für die Single In the Backseat Goldene Schallplatte - Australien - 2008: für das Album Neon Bible - 2011: für das Album The Suburbs - 2022: für die Single Everything Now - Belgien - 2011: für das Album The Suburbs - Dänemark - 2012: für das Album The Suburbs - Europa (Impala) - 2012: für das Album The Suburbs - Frankreich - 2010: für das Album The Suburbs - 2013: für das Album Reflektor - Mexiko - 2020: für die Single Everything Now - Neuseeland - 2025: für das Album The Suburbs - Portugal - 2022: für die Single Wake Up - 2022: für das Lied In The Bakcseat - 2022: für die Single Everything Now - Spanien - 2013: für das Album The Suburbs | Platin-Schallplatte - Irland - 2010: für das Album The Suburbs - Portugal - 2011: für das Album The Suburbs 2× Platin-Schallplatte - Irland - 2007: für das Album Neon Bible |

Anmerkung: Auszeichnungen in Ländern aus den Charttabellen bzw. Chartboxen sind in ebendiesen zu finden.
| Land/RegionAuszeichnungen für Musikverkäufe (Land/Region, Auszeichnungen, Verkäufe, Quellen) | Silber     | Gold       | Platin       | Verkäufe  | Quellen             |
| -------------------------------------------------------------------------------------------- | ---------- | ---------- | ------------ | --------- | ------------------- |
| Australien (ARIA)                                                                            | —          | 3× Gold3   | —            | 105.000   | aria.com.au         |
| Belgien (BRMA)                                                                               | —          | Gold1      | —            | 15.000    | ultratop.be         |
| Dänemark (IFPI)                                                                              | —          | Gold1      | —            | 10.000    | ifpi.dk             |
| Europa (Impala)                                                                              | —          | Gold1      | —            | (75.000)  | impalamusic.org     |
| Frankreich (SNEP)                                                                            | —          | 2× Gold2   | —            | 100.000   | infodisc.fr         |
| Irland (IRMA)                                                                                | —          | —          | 3× Platin3   | 45.000    | irishcharts.ie      |
| Kanada (MC)                                                                                  | —          | 2× Gold2   | 14× Platin14 | 1.210.000 | musiccanada.com     |
| Mexiko (AMPROFON)                                                                            | —          | Gold1      | —            | 30.000    | amprofon.com.mx     |
| Neuseeland (RMNZ)                                                                            | —          | Gold1      | —            | 7.500     | radioscope.co.nz    |
| Portugal (AFP)                                                                               | —          | 3× Gold3   | Platin1      | 30.000    | Einzelnachweise     |
| Spanien (Promusicae)                                                                         | —          | Gold1      | —            | 30.000    | elportaldemusica.es |
| Vereinigte Staaten (RIAA)                                                                    | —          | 2× Gold2   | —            | 1.000.000 | riaa.com            |
| Vereinigtes Königreich (BPI)                                                                 | 5× Silber5 | 3× Gold3   | 3× Platin3   | 2.360.000 | bpi.co.uk           |
| Insgesamt                                                                                    | 5× Silber5 | 21× Gold21 | 21× Platin21 |           |                     |

## Touren
- Funeral Tour (2003–2005)
- Neon Bible Tour (2007–2008)
- The Suburbs Tour (2010–2011)
- Reflektor Tour (2013–2014)
- Post-Reflektor Tour (2016)
- Infinite Content Tour (2017–2018)
- Everything Now Continued (2018)
- The „WE“ Tour (2022–2023)

## Liveauftritte
- 2005 trat David Bowie, bekennender Arcade-Fire-Fan, zweimal als Gast mit der Band in New York auf und absolvierte den Gesangspart von Wake Up abwechselnd mit Win Butler. Der erste Auftritt fand am 8. September 2005 beim Fashion Rocks Event in der legendären Radio City Music Hall statt, der zweite eine Woche später bei der Summerstage Show im Central Park, wo sie außerdem auch Bowies Lied Queen Bitch spielten. Eine Live-Aufnahme des Wake Up-Duetts stand vom 14. November 2005 an eine Woche lang bei iTunes zum Download bereit; die Erlöse flossen in den Hurricane Katrina Relief Fond. 2013 sang er einige Strophen in dem Song Reflektor.
- Auf einem Konzert in London im Januar 2007 coverte die Band den Song Guns of Brixton von der Band The Clash.
- Bei einem Konzert in Montreal eröffnete ein etwa achtjähriges Mädchen die Show, das Le Loup et le Renard von Jean de La Fontaine vorlas.
- Auf der Neon-Bible-Tour 2007 wurde sehr oft Wake Up als letzte Zugabe im Publikum gespielt.
- Am 14. Oktober 2007 traten Win Butler und Régine Chassagne von Arcade Fire bei einem Konzert von Bruce Springsteen in Ottawa auf. Gemeinsam mit Springsteen spielten sie zunächst Springsteens Song State Trooper und anschließend Keep the Car Running.
- Am 28. November 2005 traten Arcade Fire im Zuge der Vertigo Tour von U2 zusammen mit der Band für einen Song in Montreal auf. Sie spielten ein Cover von Love Will Tear Us Apart. Arcade Fire trat darüber hinaus bei den beiden U2-Konzerten in Montreal und dem Konzert in Ottawa als Vorband auf.
- Im Oktober und November 2013 spielten Arcade Fire eine Tour mit Geheim-Konzerten unter dem Pseudonym The Reflektors u. a. in Montreal, New York, Miami, Los Angeles, London, Glasgow, Berlin und Nogent-sur-Marne (bei Paris). Die Konzertbesucher wurden darum gebeten, sich zu verkleiden oder in eleganter Abendgarderobe zu erscheinen.

## Trivia
- Im Internet kursiert eine Christmas EP von 2002, die offiziell nie veröffentlicht worden ist. Laut Win Butler entstand die Aufnahme auf einer Weihnachtsfeier in seiner Wohnung. Nur Teile der Band waren anwesend und den Gesang übernahmen Freunde von Win.
- Coldplay-Sänger Chris Martin hat Arcade Fire während eines Auftritts in Ottawa, Ontario als großartigste Band aller Zeiten („the greatest band in history“) bezeichnet.
- Die irische Rockband U2 wählte mit Wake Up (aus dem Album Funeral) einen Song der damaligen Newcomer Arcade Fire als Intro, welches während ihrer erfolgreichen Vertigo-Tour 2005/06 im Original direkt vor Konzertbeginn abgespielt wurde.
- Der Song Wake Up (aus dem Album Funeral) wurde für den Trailer der Verfilmung von Wo die wilden Kerle wohnen (orig. Where the Wild Things Are) verwendet. Es ist die Verfilmung eines Bilderbuchs des US-amerikanischen Illustrators und Kinderbuchautors Maurice Sendak.
- Der Song Woodlands National Anthem bezieht sich auf Woodlands, den Vorort von Houston, in dem Will und Win Butler aufwuchsen. In Reminiszenz an ihre Heimat entstand 2010 das Album The Suburbs.
- Die amerikanische Rockband Foo Fighters spielte 2007 bei einem ihrer Konzerte eine Acoustic-Version des Liedes Keep the Car Running, die im Dezember 2007 auf der Premium-Fassung der Single Long Road to Ruin veröffentlicht wurde.
- Rebellion (Lies) ist die Hintergrundmusik einiger Werbespots im Internet und US-Fernsehen für die (PRODUCT)RED Kampagne der HIV/AIDS-Hilfestiftung „Global Funds“.
- Für den Soundtrack zu Six Feet Under steuerte die Band den Song Cold Wind bei.
- Beim Jahreswechsel 2007/08 in Sydney wurde zum Feuerwerk an der Harbour Bridge das Lied No Cars Go der Band gespielt. Es gilt als eines der größten Feuerwerke weltweit und erregte großes Medieninteresse.
- Im US-Präsidentschaftswahlkampf setzte sich die Band für den demokratischen Kandidaten Barack Obama ein.[29]
- Im Februar 2010 wurde auf dem von Peter Gabriel veröffentlichten Album Scratch My Back eine Coverversion des Arcade-Fire-Songs My Body Is a Cage in einer Version für Orchester und Chor ohne Gitarren und Drums veröffentlicht. Gabriel ist als Gast bei dem Stück Unconditional II (Race and Religion) auf deren Album WE von 2022 dabei.